# Shōjo
Shōjo  (少女漫画, shōjo manga, lit. "histórias em quadrinhos para meninas", também romanizado como shojo ou shoujo) é uma categoria editorial de quadrinhos japoneses que voltada para um público de meninas adolescentes e mulheres jovens adultas. É, juntamente com o mangá shōnen (voltado para meninos adolescentes), o mangá seinen (voltado para homens jovens e adultos) e o mangá josei (voltado para mulheres adultas), uma das principais categorias editoriais do mangá. Os mangás shōjo são tradicionalmente publicados em revistas de mangá dedicadas, que geralmente se especializam em uma determinada faixa etária de leitores ou gênero narrativo.

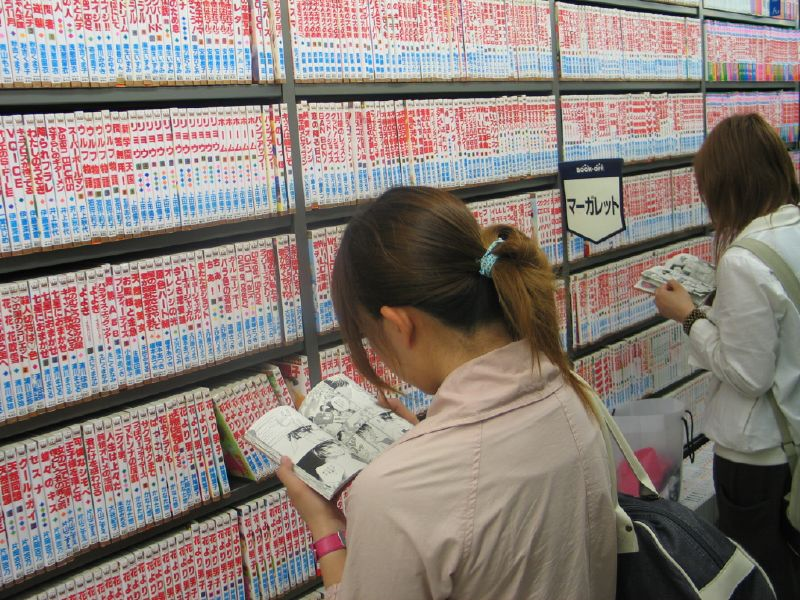
Prateleiras de volumes coletados de mangás shōjo sob o selo Margaret Comics numa livraria em Tóquio em 2004

O mangá shōjo originou-se da cultura das meninas japonesas na virada do século XX, principalmente dos romances shōjo shōsetsu (romances em prosa para meninas) e jojōga (pinturas líricas). Os primeiros mangás shōjo foram publicados em revistas gerais destinadas a adolescentes no início do século XX, iniciando um período de desenvolvimento criativo na década de 1950, quando começaram a se formalizar como uma categoria distinta de mangá. Embora a categoria tenha sido inicialmente dominada por artistas de mangá homens, o surgimento e o eventual domínio de artistas mulheres no início das décadas de 1960 e 1970 levaram a uma inovação criativa significativa e ao desenvolvimento de histórias mais complexas em termos gráficos e temáticos. Desde a década de 1980, a categoria se desenvolveu estilisticamente, ao mesmo tempo em que se ramificou em subgêneros diferentes e sobrepostos.
Estritamente falando, shōjo não se refere a um estilo ou gênero específico, mas indica um público-alvo. Embora certas convenções estéticas, visuais e narrativas estejam associadas ao mangá shōjo, essas convenções mudaram e evoluíram ao longo do tempo e nenhuma é estritamente exclusiva do mangá shōjo. No entanto, vários conceitos e temas passaram a ser tipicamente associados ao mangá shōjo, tanto visuais (layouts de quadros não rígidos, olhos altamente detalhados) quanto narrativos (foco nas relações e emoções humanas, personagens que desafiam os papéis tradicionais e estereótipos de gênero e da sexualidade, representações de assuntos sobrenaturais e paranormais).

## Terminologia

### Shōjo

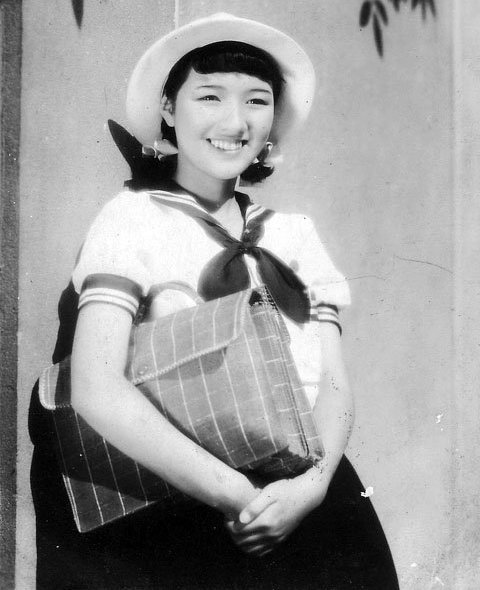
A atriz Hideko Takamine, interpretando um arquetípico shōjo, vestindo um uniforme de marinheiro no filme Hana Tsumi Nikki de 1939

A palavra japonesa shōjo (少女) é traduzido para literalmente "menina", mas no uso japonês comum as meninas são geralmente referidas como onna no ko (女の子) e raramente como shōjo. Em vez disso, o termo shōjo é usado para designar uma categoria social que surgiu durante na era Meiji (1868–1912) de meninas e mulheres jovens na idade entre a infância e o casamento. Geralmente isso se referia a adolescentes em idade escolar, com os quais tinham imagem de "inocência, pureza e fofura" o que isso contrastava com o termo moga ("modern girl", mulheres jovens trabalhadoras solteiras), no qual transparecia uma imagem mais autodeterminada e sexualizada da mulher. Shōjo continuou a ser associado a uma imagem de juventude e inocência após o fim da era Meiji, mas assumiu uma forte conotação consumista a partir da década de 1980, à medida que se desenvolveu em uma categoria de marketing distinta para meninas; gyaru também substituiu o termo moga como a mulher independente arquetípica durante este período.

### Mangáshōjo
Rigorosamente falando, mangá shōjo não se refere a um estilo ou gênero específico, mas indica um público-alvo. O mercado japonês de mangás é segmentado por público-alvo, com as principais categorias divididas por gênero (shōjo para meninas, shōnen para meninos) e por idade (josei para mulheres, seinen para homens). Assim, o mangá shōjo é normalmente definido como mangá comercializado para um público de meninas adolescentes e mulheres jovens adultas, embora mangás shōjo também sejam lidos por homens e mulheres mais velhas.
Mangás shōjo são tradicionalmente publicados em revistas de mangá que são direcionadas a um público de leitores de shōjo, um público que surgiu no início do século XX e que cresceu e se diversificou ao longo do tempo. Embora o estilo e o tom das histórias publicadas nessas revistas variem entre as publicações e as décadas, uma característica invariante do mangá shōjo tem sido o foco nas relações humanas e nas emoções que as acompanham. Alguns críticos, como a curadora do Museu Internacional de Manga de Quioto, Kayoko Kuramochi, e a acadêmica Masuko Honda, enfatizam certos elementos gráficos ao tentar definir o mangá shōjo: o uso imaginativo de flores, fitas, vestidos esvoaçantes, garotas com olhos grandes e brilhantes e palavras que se estendem pela página, que Honda descreve usando a onomatopeia hirahira. Essa definição considera obras que existem fora dos limites da publicação tradicional de revistas shōjo, mas que, no entanto, são percebidos como shōjo, como obras publicadas na Internet.

## Estilo

### Contexto e elementos gerais

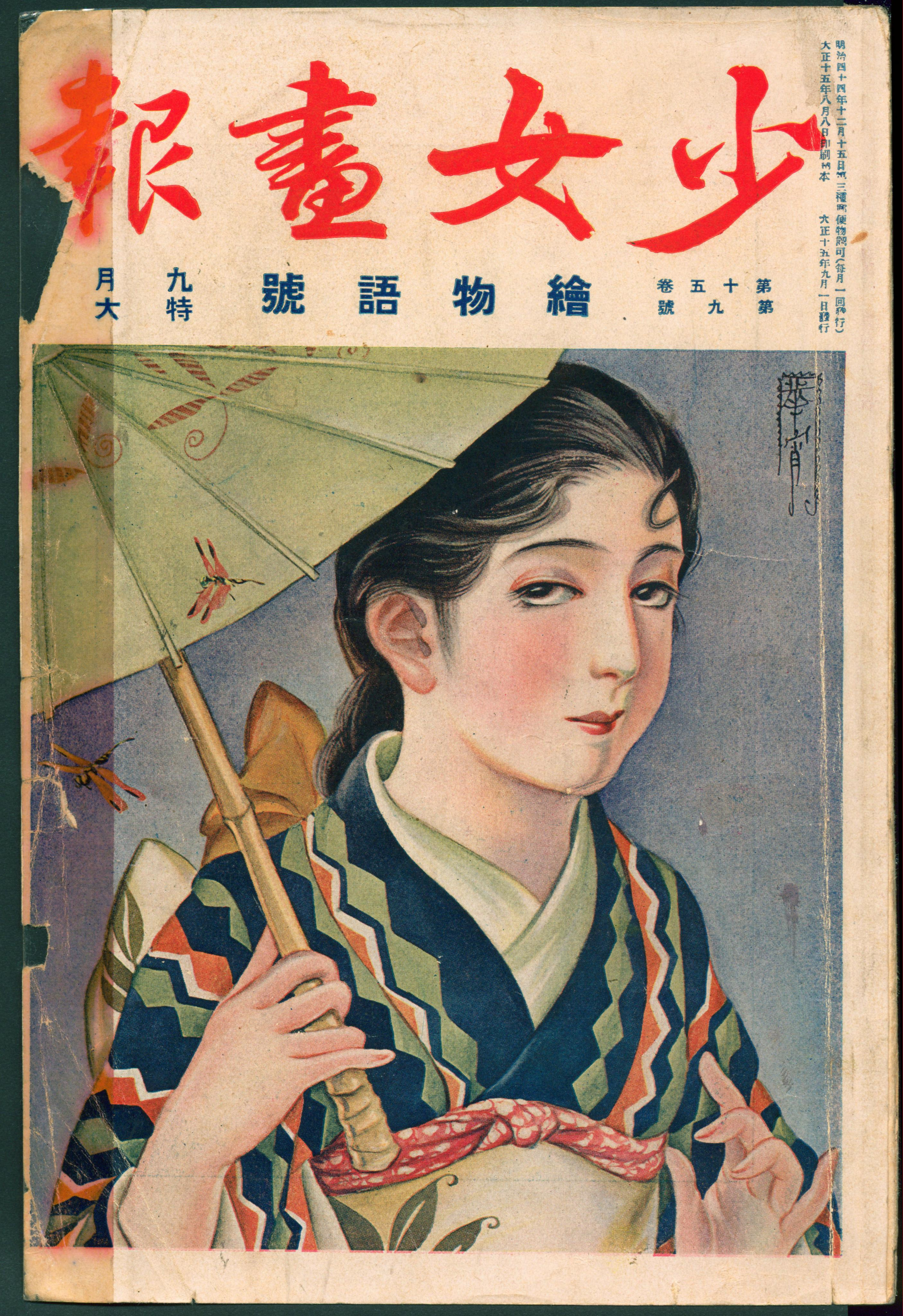
Capa da edição de setembro de 1926 da Shōjo Gahō, com arte do pintor lírico Kashō Takabatake

O estilo visual do mangá shōjo era muito semelhante ao do mangá shōnen até o final da década de 1950, visto que tanto o mangá shōjo quanto o shōnen foram criados pelos mesmos artistas, em sua maioria homens. Durante o período pré-guerra, esses artistas foram especialmente influenciados pelo estilo modernista de George McManus, enquanto no período pós-guerra o estilo dinâmico de Osamu Tezuka se tornou o principal ponto de referência para o mangá. Embora o mangá shōjo tenha herdado algumas dessas influências, o estilo único que surgiu no final da década de 1950, que distinguiu o mangá shōjo do mangá shōnen, foi derivado principalmente do shōjo shōsetsu do pré-guerra.
Shōjo shōsetsu é caracterizado por um estilo de prosa "florido e emocional" focado no monólogo interior da protagonista. A narração é frequentemente pontuada por elementos não verbais que expressam os sentimentos dos protagonistas; a escritora Nobuko Yoshiya, em particular, fez uso extensivo de múltiplas reticências ("..."), pontos de exclamação e traços no meio das frases, a maioria dos quais estava espalhada pelas páginas de uma maneira semelhante a versos de poesia. A prosa é acompanhada por ilustrações de pintores líricos, caracterizados por um estilo sentimental influenciado pela Art Nouveau e Nihonga. É dada especial atenção às representações de shōjo, retratados como bem vestidos e possuidores de olhos grandes e muito detalhados, com reflexos em forma de estrela.
Este estilo narrativo e visual começou a influenciar o mangá shōjo no final da década de 1950; Macoto Takahashi, um pintor lírico e artista de mangá, é considerado o primeiro artista a usar esse estilo no mangá. O estilo foi rapidamente adotado por seus contemporâneos e mais tarde por artistas shōjo que surgiram na década de 1960, enquanto na década de 1970 artistas associados ao Grupo do Ano 24 desenvolveram o estilo significativamente. Segundo a artista de mangá, acadêmica e membro do Grupo do Ano 24, Keiko Takemiya, o mangá shōjo conseguiu desenvolver esse estilo distinto porque a categoria era vista como marginal pelos editores, que consequentemente permitiam que os artistas desenhassem histórias da maneira que desejassem, desde que a resposta do leitor permanecesse positiva. Elementos estilísticos desenvolvidos pelo Grupo do Ano 24 se estabeleceram como marcas visuais do mangá shōjo; muitos desses elementos mais tarde se espalharam para o mangá shōnen, como o uso de layouts de quadros não rígidos e olhos altamente detalhados que expressam as emoções dos personagens.

### Layout
A partir da década de 1970, os layouts dos quadros em mangás shōjo desenvolveram um estilo novo e distinto. Em seu livro de 1997, Manga wa Naze Omoshiroi no ka: Sono Hyogen to Bunpo (Por que mangá é tão interessante? Sua gramática e expressão), o artista e crítico de mangá Fusanosuke Natsume identifica e nomeia os três principais aspectos da construção de quadros que distinguem o mangá shōjo do mangá shōnen. O primeiro, naiho ("encapsulamento de quadros"), refere-se ao uso de layouts que rompem com a abordagem cômica tradicional de uma série de caixas sequenciais. Neste estilo, os elementos se estendem além das bordas dos quadros, ou a borda do quadro é completamente removida. Os intervalos entre os quadros também foram modificados, com quadros sequenciais que retratavam o mesmo evento de diferentes ângulos ou perspectivas. O segundo é kaiho ("liberação"), que se refere ao uso da descompressão para criar sequências mais relaxadas. Muitas vezes, em composições sem bordas de quadros, o texto é removido dos balões de fala e espalhado pela página, especialmente nos casos em que o diálogo comunica os pensamentos, sentimentos e monólogo interno do locutor. O terceiro é mahaku ("pausa"), referindo-se ao uso simbólico do espaço em branco.

### Olhos grandes
Um elemento estilístico definidor do mangá shōjo é a representação de personagens com olhos muito grandes e detalhados, com destaques em forma de estrela, às vezes chamados de dekame (デカ目). Essa técnica não se originou no mangá shōjo; olhos grandes foram desenhados em mangás desde o início do século XX, principalmente por Osamu Tezuka, que se inspirou na maquiagem teatral de atrizes na Takarazuka Revue ao desenhar olhos. Uma grande estrela central que substitui o ponto da pupila começou a aparecer em momentos-chave no mangá shōjo de Tezuka e Shotaro Ishinomori em meados da década de 1950, embora esses detalhes tendessem geralmente a um estilo realista em vez do estilo emotivo do mangá shōjo posterior.
Contemporaneamente, a arte de Jun'ichi Nakahara influenciou significativamente os artistas de mangá kashi-hon, especialmente Macoto Takahashi. Takahashi incorporou o estilo de Nakahara de desenhar olhos em seu próprio mangá — olhos grandes, como os de uma boneca, com destaques e cílios longos — enquanto gradualmente introduzia seus próprios elementos estilísticos, como o uso de pontos, estrelas e várias cores para representar a íris. No final da década de 1950, o estilo de Takahashi foi adotado por Miyako Maki — uma das artistas de mangá mais populares da época — o que levou à sua ampla adoção pelas principais revistas de mangá shōjo.
A partir deste ponto, o design experimental dos olhos floresceu no mangá shōjo, com características como cílios alongados, o uso de círculos concêntricos de diferentes tons e a deformação da íris para criar um efeito brilhante. Esse foco em olhos hiperdetalhados levou os artistas de mangá a enquadrar quadros em close-ups de rostos, para chamar a atenção para as emoções expressas pelos olhos das personagens. Os olhos também passaram a servir como um marcador de gênero, com personagens femininas geralmente tendo olhos maiores do que os personagens masculinos.

## Temas

### Relações interpessoais
Entre os conceitos mais comuns no mangá shōjo está o de ningen kankei (人間関係, "relacionamentos humanos"), que se refere às relações interpessoais entre personagens e à interação de suas emoções. Os relacionamentos entre personagens são centrais para a maioria dos mangás shōjo, particularmente aqueles de amizade, afeição e amor. As narrativas concentram-se frequentemente na interioridade das suas protagonistas, onde as suas emoções, sentimentos, memórias e monólogo interior são expressos visualmente por meio de técnicas como a disposição dos painéis e a representação de detalhes oculares. Quando ocorre um conflito, o meio de troca mais comum é o diálogo e a conversa, ao contrário do combate físico típico do mangá shōnen.
A estudiosa de mangá Yukari Fujimoto considera que o conteúdo dos mangás shōjo evoluiu junto com a evolução da sociedade japonesa, especialmente em termos do lugar das mulheres, do papel da família e dos relacionamentos românticos. Ela observa como os dramas familiares com foco nas relações mãe-filha eram populares na década de 1960, enquanto as histórias sobre relacionamentos românticos se tornaram mais populares na década de 1970, e as histórias sobre figuras paternas se tornaram populares na década de 1990. À medida que os mangás shōjo começou a se concentrar em adolescentes em vez de crianças a partir da década de 1970, os relacionamentos românticos geralmente se tornam mais importantes do que os relacionamentos familiares; esses relacionamentos românticos são geralmente heterossexuais, embora ocasionalmente sejam homossexuais.

### Gênero e sexualidade

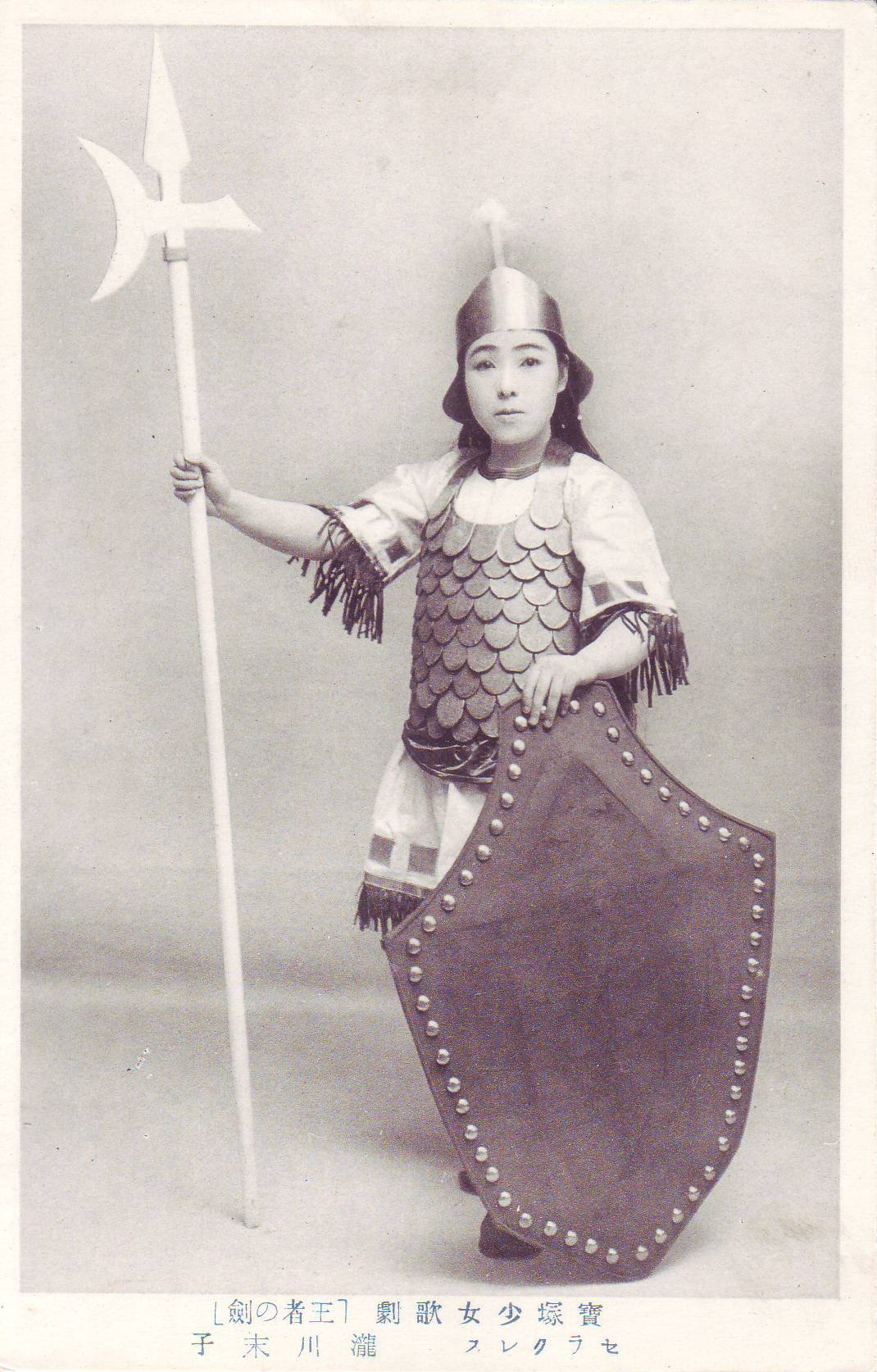
A ficção de guerra no shōjo surgiu junto à militarização do Japão na década de 1930, enquanto a ênfase no cross-dressing veio da popularidade das atrizes crossdresser da Takarazuka Revue (atriz Sueko Takigawa na foto).

Personagens que desafiam os papéis tradicionais e estereótipos em torno do gênero e da sexualidade têm sido um motivo central dos mangás shōjo desde suas origens. Protagonistas molecas, conhecidos como otenba (お転婆), aparecem regularmente em mangás shōjo pré-guerra. Este arquétipo tem duas variantes principais: a "garota guerreira" (como em Nazo no Kurōbaa, de Katsuji Matsumoto, onde uma garota pega em armas para defender os camponeses de sua aldeia) e a "garota crossdresser" (como em Kanaria Ōjisama, de Eisuke Ishida, onde uma princesa é criada como príncipe). Ribbon no Kishi de Osamu Tezuka representa a síntese desses dois arquétipos, onde uma princesa criada como um príncipe enfrenta seus inimigos em combate. Esses arquétipos eram geralmente populares na ficção de guerra shōjo, que surgiu em conjunto com a militarização do Japão na década de 1930, enquanto a ênfase no cross-dressing surgiu da popularidade das atrizes crossdresser da Takarazuka Revue. Otenba cresceu em popularidade no período pós-guerra, o que o crítico Yoshihiro Yonezawa atribui aos avanços na igualdade de gênero marcados pela consagração da igualdade dos sexos na Constituição do Japão em 1947.
No final da década de 1960, a sexualidade — tanto heterossexual quanto homossexual — começou a ser retratada livremente nos mangás shōjo. Essa mudança foi provocada em parte por interpretações literalistas dos códigos de censura dos mangás: por exemplo, as primeiras cenas de sexo nos mangás shōjo foram incluídas cobrindo os personagens que faziam sexo com lençóis para contornar os códigos que proibiam especificamente somente representações de genitais e pelos pubianos. A evolução dessas representações de gênero na sexualidade ocorreu em conjunto com a feminização da autoria e do público leitor do mangá shōjo, à medida que a categoria deixou de ser criada principalmente por homens para um público de meninas, para ser criada por mulheres para um público de adolescentes e jovens adultas; desde a década de 1970, mangás shōjo tem sido escrito quase exclusivamente por mulheres.

### Homossexualidade

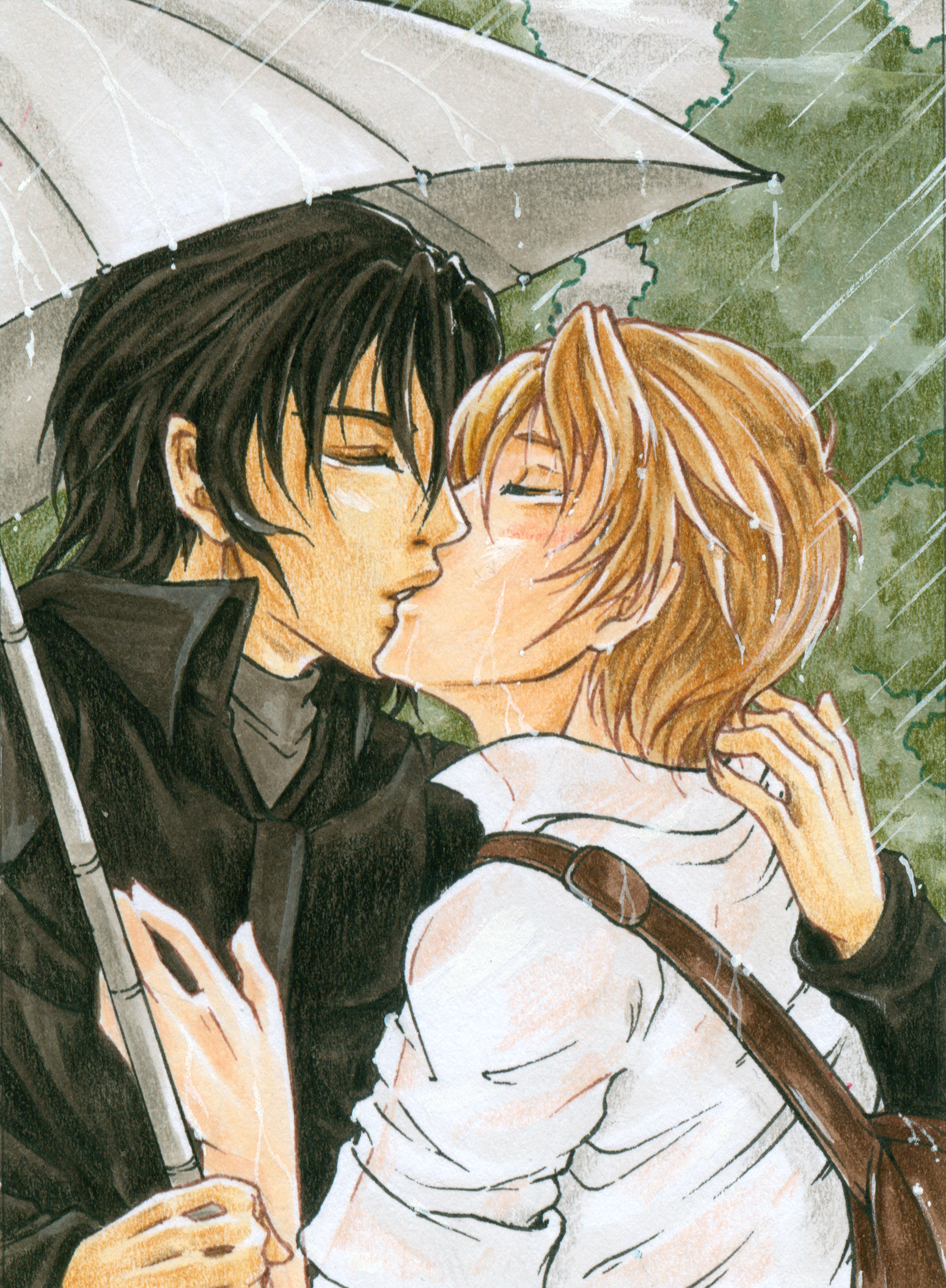
O mangá de romance entre homens, conhecido como yaoi ou "boys' love" (BL), é um subgênero significativo de mangás shōjo.

Embora componham uma minoria das histórias shōjo em geral, os mangás de romance entre homens — chamados de yaoi ou "boys' love" (BL) — são um subgênero significativo de mangás shōjo. As obras do gênero geralmente se concentram em homens andróginos chamados de bishōnen (literalmente "meninos bonitos"), com foco na fantasia romântica em vez de uma representação estritamente realista de relacionamentos gays. O yaoi surgiu como um subgênero formal do mangá shōjo na década de 1970, mas seus retratos de relacionamentos gays masculinos usaram e desenvolveram ainda mais temas bissexuais já existentes em mangás shōjo. Os críticos japoneses consideram o yaoi como um gênero que permite ao seu público evitar a sexualidade feminina adulta, distanciando o sexo de seus próprios corpos, além de criar fluidez nas percepções de gênero e sexualidade ao rejeitar papéis de gênero socialmente obrigatórios. Paralelos também foram traçados entre o yaoi e a popularidade do lesbianismo na pornografia, com o gênero sendo chamado de uma forma de "fetichismo feminino".
O mangá de romance entre personagens femininas, também conhecido como yuri, tem sido histórica e tematicamente ligado ao mangá shōjo desde seu surgimento na década de 1970, embora yuri não seja estritamente exclusivo do shōjo e tenha sido publicado em diversos grupos demográficos de mangá. A relação entre a cultura shōjo e o romance entre mulheres remonta ao período pré-guerra, com histórias do gênero Classe S, que se concentravam em intensas amizades românticas entre garotas. No período pós-guerra, essas obras perderam grande popularidade em favor de obras focadas em romances entre homens e mulheres. Yukari Fujimoto afirma que, como o público leitor do mangá shōjo é principalmente feminino e heterossexual, a homossexualidade feminina é raramente abordada. Fujimoto vê a tendência amplamente trágica da maioria das histórias de yuri, com foco em relacionamentos condenados que terminam em separação ou morte, como representando um medo da sexualidade feminina por parte das leitoras, o que ela vê também como explicação do interesse dos leitores de shōjo em mangás yaoi.

### Paranormalidade
Mangás shōjo geralmente apresentam elementos sobrenaturais e de terror, como histórias focadas em yūrei (fantasmas), oni (demônios) e yōkai (espíritos), ou que são estruturadas em torno de lendas urbanas japonesas ou do folclore japonês. Essas obras são focadas em mulheres, onde tanto os personagens humanos quanto os seres sobrenaturais são tipicamente mulheres ou bishōnen. Mangás shōjo paranormal ganhou e manteve popularidade ao retratar cenários que permitem às leitoras explorar livremente sentimentos de ciúme, raiva e frustração, que normalmente não são retratados em mangás shōjo convencional focado em personagens fofos e cenários melodramáticos.
O conflito entre mãe e filha, bem como o medo ou a rejeição da maternidade, aparecem como motivos principais nos mangás shōjo paranormais; por exemplo, histórias onde as mães assumem a aparência de demônios ou fantasmas, filhas de demônios que são transformadas em demônios, gravidezes ímpias resultantes de estupro incestuoso e mães que cometem filicídio por ciúme ou insanidade. A pressão social e a opressão causadas por uma sociedade patriarcal japonesa também aparecem como tema recorrente, como uma maldição ou um fantasma vingativo que se origina de uma mulher assassinada ou vítima de assédio. Nessas histórias, a maldição é normalmente resolvida demonstrando compaixão pelo fantasma, em vez de tentar destruí-lo. As histórias sobre lendas urbanas japonesas foram particularmente populares na década de 1970, e geralmente se concentram em histórias que eram populares entre as adolescentes japonesas, como Kuchisake-onna, Hanako-san e Teke Teke.

### Moda
A relação entre a cultura shōjo e a moda remonta às revistas shōjo do pré-guerra, onde artistas como Jun'ichi Nakahara ilustravam catálogos de moda que incluíam instruções escritas sobre como as leitoras poderiam fazer as próprias peças retratadas. À medida que a popularidade dos mangás cresceu no período pós-guerra, as revistas shōjo continuaram seu foco na moda publicando trabalhos com personagens em trajes elaborados ou por meio de campanhas promocionais que ofereciam roupas usadas por personagens de mangá como prêmios.  Artistas de mangá notáveis associados a essa tendência incluem Macoto Takahashi, Masako Watanabe e Miyako Maki, sendo que a última teve seus designs servindo de base para a popular boneca Licca-chan em 1967.
Na década de 1970, as tendências de consumo mudaram da produção de roupas para a compra delas; o mangá shōjo seguiu essa tendência com o surgimento de histórias centradas nas carreiras de designers de roupas. Mangás no subgênero otomechikku do mangá shōjo enfatizava a moda kawaii inspirada no estilo da Ivy League; a estética otomechikku foi posteriormente adotada por revistas de moda feminina como An An e Olive. Algumas revistas de moda feminina começaram a publicar seus próprios mangás shōjo na década de 1980, como CUTiE (que publicou Tokyo Girls Bravo de Kyōko Okazaki e Jelly Beans de Moyoco Anno ) e Zipper (que publicou Paradise Kiss de Ai Yazawa e Teke Teke Rendezvous de George Asakura). Cosplays começaram a influenciar o mangá shōjo na década de 1990, levando ao desenvolvimento de títulos como Sailor Moon, que atraíam diretamente o público otaku. Isso levou a uma divisão nas representações shōjo da moda entre obras que retratavam modas cotidianas realistas e aquelas que retratavam trajes fantásticos que poderiam ser usados como cosplay. O próprio mundo da moda começou a se interessar por mangás shōjo na década de 2000, com desfiles de moda exibindo peças influenciadas por mangás shōjo ou que foram retiradas de trajes de franquias shōjo populares, como Sailor Moon.
Geralmente, as roupas usadas pelos personagens de mangás shōjo refletem as tendências da moda da época em que a série foi produzida. No entanto, alguns traços comuns se repetem em todas as épocas: roupas adornadas com fitas ou babados e trajes especialmente femininos e infantis. Trajes bonitos e ostentosos são geralmente mais comuns do que trajes sexualizados ou modestos. As principais inspirações incluem a moda vitoriana para meninas — como a personificada por Alice de Alice no País das Maravilhas, sendo frequentemente invocada por mangás, revistas e marcas japonesas — e trajes de balé, especialmente tutus.

## Cultura

### Marketingefeedbackdo leitor
Os mangás no Japão são serializados em revistas de mangá antes de serem publicados como livros e volumes de compilação. Para incentivar a leitura recorrente, as revistas buscam promover um senso de comunidade com seus leitores; isso é especialmente verdadeiro para revistas destinadas a um público de leitoras mais jovens, com dez anos ou menos, às vezes chamadas de imōto (妹, "irmã mais nova"). As revistas buscam atrair esse público jovem publicando conteúdo relacionado a animes, jogos eletrônicos e brinquedos, além de mangás. Materiais suplementares, geralmente itens de novidade de baixo custo, como adesivos, pôsteres e canetas decoradas com personagens de mangá, também são usados para atrair leitores, com os itens colocados em sacos plásticos presos às próprias revistas. Itens de novidade maiores são ocasionalmente oferecidos por correspondência em troca de cupons que as leitoras podem recortar da revista.
Tanto no caso de imōto quanto de revistas destinadas a leitoras mais velhas, chamadas de onēsan (お姉さん, "irmã mais velha"), as leitoras são convidadas a enviar suas opiniões sobre os mangás atuais por meio de cartas e enquetes. Muitas vezes, um respondente aleatório da pesquisa receberá um prêmio. Os editores usam informações coletadas nessas pesquisas para mudar enredos, destacar um personagem secundário ou encerrar uma série impopular. Essas pesquisas também são usadas para determinar quais mangás adaptar em trabalhos derivados, como animes e jogos eletrônicos.
Além das respostas da pesquisa, cartas de leitores são usadas como um meio de avaliar a opinião do público e desenvolver um senso de comunidade. Estas cartas são enviadas aos editores, mas endereçadas diretamente aos próprios autores. O conteúdo dessas cartas varia de perguntas ao autor, anedotas de suas vidas cotidianas e desenhos; algumas cartas são publicadas nas próprias revistas. Encontros entre leitores e autores também ocorrem regularmente. Elas podem ser organizadas pela editora, que seleciona um grupo de leitores para levar aos seus escritórios em uma viagem de premiação, ou como uma excursão organizada pelas escolas. Em ambos os casos, essas visitas fortalecem o vínculo entre leitor e editor, ao mesmo tempo que fornecem ao editor informações sobre seus leitores.

### Desenvolvimento de talentos
Os editores de mangás frequentemente descobrem novos autores por meio de seus leitores, que são ativamente incentivados a enviar histórias e receber feedback dos editores da revista. Este sistema de descoberta e desenvolvimento de talentos não é exclusivo dos mangás shōjo, embora a prática tenha se originado em revistas femininas do pré-guerra, onde as leitoras eram convidadas a enviar romances e contos. As revistas Imōto desenvolvem esse sistema desde cedo, visando que artistas adultos um dia publiquem mangás nas revistas que liam quando eram crianças, enquanto as revistas onēsan geralmente têm leitores e artistas de idade semelhante. Ao desenvolver um sistema no qual os autores de mangás de uma revista eram anteriormente leitores, a distância entre os dois é reduzida e um senso de comunidade é promovido.